# Peyton Siva
Peyton Robert Siva jr. (Seattle, 24 ottobre 1990) è un ex cestista statunitense.

## Carriera

### College e NCAA
Di origini samoane, ha giocato per quattro stagioni con i Cardinals dell'Università di Louisville, vincendo il titolo NCAA 2013 con una media nelle 40 partite disputate di 10 punti, 2,4 rimbalzi e 5,7 assist.

### NBA e D-League
È stato selezionato al secondo giro del Draft NBA 2013 come 56ª scelta assoluta dai Detroit Pistons con i quali gioca per una stagione con 2,5 e 1,5 assist nelle 22 gare disputate. L'anno successivo si trasferisce ai Fort Wayne Mad Ants in D-League dove gioca solo 9 partite con 14,3 punti, 2,2 assist e 2,6 rimbalzi di media.
Nell'estate 2014 passa dai Detroit Pistons agli Orlando Magic che lo girano nuovamente in D-League agli Erie BayHawks e con loro disputa 37 partite con 13,9 punti, 3,4 rimbalzi e 6,8 assist.

### Italia
Nell'agosto 2015 firma un contratto annuale con la Juvecaserta Basket con la quale in 21 partite ha una media di 13,3 punti, 2,7 rimbalzi e 6,5 assist. Nonostante la corte di varie squadre di Eurolega per questioni contrattuali rimane fino alla fine della stagione a Caserta, riuscendo a ottenere la salvezza all'ultima di campionato.
Nell'agosto 2022 firma un contratto annuale con la  New Basket Brindisi. L'accordo non si concretizza però.

## Statistiche

### College
| Anno       | Squadra              | PG  | PT  | MP   | TC%  | 3P%  | TL%  | RP  | AP  | PRP | SP  | PP   |
| ---------- | -------------------- | --- | --- | ---- | ---- | ---- | ---- | --- | --- | --- | --- | ---- |
| 2009-2010  | Louisville Cardinals | 31  | 0   | 11,3 | 43,2 | 40,4 | 61,0 | 0,8 | 1,8 | 1,0 | 0,1 | 3,9  |
| 2010-2011  | Louisville Cardinals | 35  | 35  | 27,9 | 44,5 | 27,2 | 68,1 | 3,1 | 5,2 | 2,0 | 0,2 | 9,9  |
| 2011-2012  | Louisville Cardinals | 38  | 38  | 31,7 | 40,2 | 24,6 | 73,9 | 3,2 | 5,6 | 1,7 | 0,1 | 9,1  |
| 2012-2013† | Louisville Cardinals | 40  | 40  | 31,2 | 40,4 | 28,8 | 86,7 | 2,4 | 5,7 | 2,3 | 0,2 | 10,0 |
| Carriera   | Carriera             | 144 | 113 | 26,2 | 41,7 | 29,1 | 73,7 | 2,4 | 4,7 | 1,8 | 0,1 | 8,4  |

### NBA

#### Regular Season
| Anno      | Squadra         | PG | PT | MP  | TC%  | 3P%  | TL%  | RP  | AP  | PRP | SP  | PP  |
| --------- | --------------- | -- | -- | --- | ---- | ---- | ---- | --- | --- | --- | --- | --- |
| 2013-2014 | Detroit Pistons | 24 | 0  | 9,3 | 31,6 | 28,0 | 73,3 | 0,6 | 1,4 | 0,4 | 0,0 | 2,3 |
| Carriera  | Carriera        | 24 | 0  | 9,3 | 31,6 | 28,0 | 73,3 | 0,6 | 1,4 | 0,4 | 0,0 | 2,3 |

### Eurolega
| Anno      | Squadra      | PG | PT | MP   | TC%  | 3P%  | TL%  | RP  | AP  | PRP | SP  | PP   |
| --------- | ------------ | -- | -- | ---- | ---- | ---- | ---- | --- | --- | --- | --- | ---- |
| 2019-2020 | Alba Berlino | 17 | 9  | 21,2 | 33,3 | 27,4 | 85,7 | 1,5 | 5,2 | 0,9 | 0,0 | 9,3  |
| 2020-2021 | Alba Berlino | 26 | 14 | 20,3 | 37,0 | 33,3 | 90,4 | 2,0 | 5,2 | 1,2 | 0,0 | 10,1 |
| Carriera  | Carriera     | 43 | 23 | 20,7 | 35,6 | 31,2 | 88,2 | 1,8 | 5,2 | 1,1 | 0,0 | 9,8  |

### Eurocup
| Anno      | Squadra      | PG | PT | MP   | TC%  | 3P%  | TL%  | RP  | AP  | PRP | SP  | PP   |
| --------- | ------------ | -- | -- | ---- | ---- | ---- | ---- | --- | --- | --- | --- | ---- |
| 2016-2017 | Alba Berlino | 12 | 9  | 26,7 | 48,9 | 44,7 | 86,7 | 2,8 | 6,2 | 2,0 | 0,0 | 11,2 |
| 2017-2018 | Alba Berlino | 13 | 8  | 20,9 | 44,8 | 39,3 | 78,8 | 2,7 | 5,0 | 1,3 | 0,0 | 11,8 |
| 2018-2019 | Alba Berlino | 14 | 13 | 27,2 | 50,4 | 50,6 | 80,3 | 2,4 | 7,9 | 0,7 | 0,0 | 15,2 |
| Carriera  | Carriera     | 39 | 30 | 24,9 | 48,0 | 45,5 | 81,8 | 2,6 | 6,4 | 1,3 | 0,0 | 12,9 |

## Palmarès

### Club
- Campione NCAA (2013)
- Campionato tedesco: 2

Alba Berlino: 2019-20, 2020-21
- Coppa di Germania: 1

Alba Berlino: 2019-20

### Individuale
- McDonald's All-American Game (2009)
- Frances Pomeroy Naismith Award (2013)